# تشارلز دبليو. ديفيس (عسكري)
تشارلز دبليو. ديفيس (بالإنجليزية: Charles W. Davis)‏ هو عسكري أمريكي، ولد في 21 فبراير 1917 في غوردو في الولايات المتحدة، وتوفي في 18 يناير 1991.